# Splash Damage (azienda)
Splash Damage è una azienda produttrice di videogiochi, fondata nel 2001 a Londra dai creatori di Quake 3 Fortress, un mod per Quake 3 Arena.

## Storia
Inizialmente Splash Damage produce mappe per Quake 3 destinate a tornei online trasmessi da alcune Web TV. A seguito del successo ottenuto dalla creazione, nel 2002, di una mappa per Return to Castle Wolfenstein basata sull'operazione Market Garden, id Software e Activision commissionano alla casa londinese delle mappe aggiuntive "ufficiali" che verranno pubblicate nella riedizione "Gioco dell'anno" di Castle Wolfenstein. Lo stesso anno, le stesse compagnie le affideranno lo sviluppo di Wolfenstein: Enemy Territory, espansione stand-alone gratuita per il gioco multiplayer basata su Castle Wolfenstein. Enemy Territory avrà un grande successo, e diventerà uno degli sparatutto in prima persona più giocati online..
Nel giugno 2003 id Software fa realizzare da Splash Damage le mappe multiplayer per Doom 3; nello stesso periodo comincia lo sviluppo di Enemy Territory: Quake Wars, seguito di Wolfenstein: Enemy Territory ma ambientato nell'universo di Quake, che uscirà nel 2007.
Il 22 maggio 2008, Bethesda Softworks stringe un accordo di collaborazione con Splash Damage.
Il primo lavoro, annunciato l'11 maggio 2009 è Brink, sparatutto in prima persona uscito nel 2011.

## Videogiochi
- Return to Castle Wolfenstein Game of the Year Edition (parte multiplayer) (2002)
- Doom 3 (parte multiplayer) (2004)
- Wolfenstein: Enemy Territory (2003)
- Enemy Territory: Quake Wars (2007)
- Brink (2011)
- Batman: Arkham Origins (parte multiplayer) (2013)
- Dirty Bomb (2015 Open Beta)